# Alphonse Gallegos
Alphonse Gallegos (Albuquerque, 20 février 1931 - 6 octobre 1991, Yuba City), est un prêtre américain de l'Ordre des Augustins récollets, évêque de Sasabe et évêque auxiliaire de Sacramento. Il est reconnu vénérable par l'Église catholique. 

## Biographie
Alphonse Gallegos est né le 20 février 1931 à Albuquerque, Nouveau-Mexique, huitième de onze enfants. Il grandit dans un contexte familial profondément ancré dans la religion. Désireux de se consacrer dans la vie religieuse, il entre comme novice dans l'Ordre des Augustins récollets en 1950. Atteint d'une sévère myopie, son handicape visuel sera un obstacle dans ses études, car il souffre de nombreuses migraines chroniques. Tenace dans son projet, il reçoit finalement l'ordination sacerdotale le 24 mai 1958.
Il entama son ministère comme aumônier de communautés religieuses avant d'être nommé maître des novices puis provincial de son ordre pour l'État du Kansas, en 1972. Il se montra comme un prêtre actif, proche des plus défavorisés et des marginalisés. Alphonse Gallegos encouragea la communauté hispanique émigrante, fondant des écoles pour la jeunesse et des œuvres sociales. En 1981, il est choisi comme évêque auxiliaire de Sacramento et dans le même temps nommé à la tête du diocèse de Sasabe (de). En tant qu'évêque, il poursuivit sa pastorale de proximité.
Il meurt le 6 octobre 1991 à Yuba City.

## Béatification et canonisation
- 2005 : introduction de la cause en béatification et canonisation
- 8 juillet 2016 : le pape François lui attribue le titre de vénérable